# Ophiothamnus affinis
Ophiothamnus affinis is een slangster uit de familie Ophiacanthidae.
De wetenschappelijke naam van de soort werd in 1872 gepubliceerd door Axel Vilhelm Ljungman.